# Junia Tertia
Junia Tertia Servilius (Tertulla) was de (half)zuster van Marcus Junius Brutus en de vrouw van Gaius Cassius Longinus.
Haar moeder zou de favoriete minnares van Gaius Julius Caesar geweest zijn. Over Junia Tertia is verder weinig bekend, behalve dat zij meer dan 70 jaar oud is geworden en pas zou sterven vierenzestig jaar na de Slag bij Philippi (22). Haar enorme rijkdom werd verdeeld onder alle voorname Romeinen, met uitzondering van de princeps Tiberius die hier echter geen aanstoot aan nam (Tac., Ann. III 76.1). Ze kreeg een begrafenis met al nodige eerbewijzen, waarbij de portretten van wel twintig voorname families voor de lijkbaar werden uitgedragen. Het viel echter wel op dat de portretten van Cassius en Brutus ontbraken.

## Antieke bronnen
- Suet., Caes. 50.
- Macrobius, Sat. II 2.
- Cicero, ad Att. XIV 20, XV 11.
- Tac., Ann. III 76.